# Salah Larbes
Salah Larbes (arab. ‏صالح لرباس‎; ur. 16 września 1952 w Bir Mourad Raïs, zm. 26 lutego 2024 w Tizi Wuzu) – algierski piłkarz występujący na pozycji napastnika. Uczestnik Mistrzostw Świata 1982.

## Kariera klubowa
W czasie swojej kariery piłkarskiej Larbes grał w klubach: CS Douanes Algier, NR Travaux Publics Algier i JE Tizi-Ouzou.

## Kariera reprezentacyjna
Salah Larbes występował w reprezentacji Algierii w latach osiemdziesiątych.
W tym samym roku Salah Larbes uczestniczył w igrzyskach olimpijskich w Moskwie. W turnieju piłkarskim wystąpił we wszystkich meczach grupowych oraz przegranym 0-3 spotkaniu ćwierćfinałowym z reprezentacją Jugosławii.
Z reprezentacją Algierii uczestniczył w zwycięskich eliminacjach do mistrzostw świata 1982.
Na mundialu wystąpił w dwóch meczach grupowych z: reprezentację RFN 1-2 oraz z reprezentacją Chile 2-3.